# SN 2006to
SN 2006to – supernowa typu Ia odkryta 17 grudnia 2006 roku w galaktyce A020734-0400. Jej maksymalna jasność wynosiła 23,20m.